# Locomotiv GT (album)
Locomotiv GT je debitantski album Locomotiv GT-a objavljen uprosincu 1971.

## Pjesme na albumu
1. Egy dal azokért, akik nincsenek itt (Pjesma za one koji nisu ovdje) (Gábor Presser – Anna Adamis) – 5:00
2. A Napba öltözött lány (Djevojka odjevena u sunce) (Károly Frenreisz – Anna Adamis) – 4:47
3. A kötéltáncos álma (San plesača na žici) (Tamás Barta – Anna Adamis) – 3:28
4. A tengelykezű félember (Polučovjek s osovinskim rukama) (Gábor Presser – Anna Adamis) – 4:21
5. Hej, én szólok hozzád (Hej, ja ti se obraćam) (Gábor Presser – Anna Adamis) – 5:44
6. Ezüst nyár (Srebrno ljeto) (Gábor Presser – Anna Adamis) – 2:58
7. Ordító arcok (Urlajuća lica) (Tamás Barta – Anna Adamis) – 4:13
8. Sose mondd a mamának (Nikad ne reci mami) (Károly Frenreisz – Anna Adamis) – 3:45
9. Nem nekem való (Nije za mene) (Károly Frenreisz – Anna Adamis) – 4:37
10. Royal blues (Gipszeld be a kezed) (Royal blues (Zagipsaj si ruku)) (Tamás Barta – Anna Adamis) – 3:07

## Suradnici
- Tamás Barta – gitara
- Károly Frenreisz – vokal, Fender bas, sopran i tenor saksofon, flauta, gitara
- József Laux – bubnjevi, udaraljke
- Gábor Presser – vokal, orgulje, klavir, vibrafon
- Anna Adamis – tekstovi pjesama

### Produkcija
- Attila Fülöp – ton-majstor
- Dóra Antal – glazbeni urednik
- Tamás Féner – fotografije
- Miklós Mester – grafika